# شاهدخت تروکو
شاهدخت تروکو (به ژاپنی: 曦子内親王)؛ ۱۲۲۴ – ۵ اکتبر ۱۲۶۲) او ملکه (皇后؛ کوگو) به عنوان مادر افتخاری (جونبو-ریستوگو) (准母؛ جونبو) برادرزاده‌اش امپراتور گو-ساگا در دوره کاماکورا اهل ژاپن بود.